# Comuni dei feudi imperiali liguri
Questa lista riunisce i feudi imperiali liguri fino al XVII secolo: 	

## Piemonte
Alessandria:
- Arquata Scrivia (eccetto le frazioni di Sottovalle e Rigoroso sotto la Repubblica di Genova)
- Carrosio (enclave nella Repubblica di Genova)
- Grondona
- Cantalupo Ligure
- Albera Ligure
- Roccaforte Ligure
- Dova Superiore
- Mongiardino Ligure
- Cabella Ligure
- Carrega Ligure
- Contea di Tassarolo
- Vargo di Stazzano (enclave nel Ducato di Savoia)
- Garbagna

 Cuneo
- Alto
- Caprauna
- Prunetto

## Liguria
Genova:
- Isola del Cantone
- Ronco Scrivia
- Busalla
- Savignone
- Campo Ligure (fino al 1884 denominata Campofreddo)
- Casella
- Montoggio
- Marchesato di Torriglia
- Montebruno
- Fontanigorda
- Gorreto
- Rovegno
- Fascia
- Rondanina
- Propata
- Valbrevenna
- Savignone
- Crocefieschi
- Vobbia
- Rezzoaglio
- Santo Stefano d'Aveto

 Savona:
- Contea di Loano
- Marchesato di Finale
- Balestrino
- Calizzano
- Carcare
- Millesimo
- Zuccarello

## Lombardia
Pavia:
- Brallo di Pregola (Malaspina)

## Emilia-Romagna
Piacenza:
- Bobbio
- Cerignale
- Zerba (Malaspina)
- Ottone (Malaspina)

 Parma:
- Marchesato di Zibello
- Stato Landi
- Stato Pallavicino